# Сорлада
Сорлада (ісп. Sorlada) — муніципалітет в Іспанії, у складі автономної спільноти Наварра. Населення — 62 особи (2009).
Муніципалітет розташований на відстані близько 270 км на північний схід від Мадрида, 50 км на південний захід від Памплони.

## Демографія
Динаміка населення (INE ):